# Epimartyria pardella
Epimartyria pardella is een vlinder uit de familie van de oermotten (Micropterigidae). De wetenschappelijke naam van de soort is voor het eerst geldig gepubliceerd in 1880 door Walsingham als Micropteryx pardella.